# Cobanus electus
Cobanus electus är en spindelart som beskrevs av Arthur M. Chickering 1946. Cobanus electus ingår i släktet Cobanus och familjen hoppspindlar. Inga underarter finns listade i Catalogue of Life.